# Вопека (Висконсин)
Вопека (енгл. Waupaca) град је у америчкој савезној држави Висконсин.

## Демографија
По попису из 2010. године број становника је 6.069, што је 393 (6,9%) становника више него 2000. године.
| Група             | 2000.         | 2010.         |
| Белци             | 5.369 (94,6%) | 5.761 (94,9%) |
| Афроамериканци    | 19 (0,3%)     | 56 (0,9%)     |
| Азијати           | 14 (0,2%)     | 19 (0,3%)     |
| Хиспаноамериканци | 194 (3,4%)    | 139 (2,3%)    |
| Укупно            | 5.676         | 6.069         |